# María de Lourdes Gordillo
María de Lourdes Gordillo Maradiaga es una futbolista mexicana. Seleccionada Nacional del 2000 al 2010. 
Jugó el Premundial Femenil Sub-19 en Canadá, no clasificó. 
Jugó el Premundial Femenil Sub-20 en Veracruz, clasificando al mundial de la categoría a realizarse en Rusia, portando el gafete de capitana. 
Jugó el Mundial Femenino Sub-20 en Rusia, anotando un gol contra Suiza, jugando sólo fase de grupos. 
Jugó la Copa de Oro 2006 en USA, quedando en tercer lugar. 
Jugó las Eliminatorias para la Copa Mundial Femenina de Fútbol de 2007, pero no clasificó. 
Jugó los Juegos Panamericanos de Río 2017,quedando en cuarto lugar del certamen. 
Jugó el Preolímpico en Ciudad Juárez para participar en las Olimpiadas de Beijing 2008, pero no clasificó.
Participó en diferentes torneos a nivel internacional con la Selección Mexicana de Fútbol.
Jugó la Universiada Mundial en Shenzhen, China en el 2011, quedando en octavo lugar.
Jugó la Copa Sudaméricana de Futsal 2014 en Chile,quedando en la fase de grupos.
Jugó Copa Libertadores de fútbol 7 2019 en Perú, quedando campeona del torneo.
Jugó el Mundial de Fútbol 7 en Roma, Italia 2019, quedando en cuarto lugar.
Jugó Copa América de Fútbol 7 2019 en Córdoba, Argentina, quedando campeona.
Jugó Copa América de clubes de Fútbol 7 2020 en Brasil, quedando en segundo lugar.
Jugó Copa América de Fútbol 7 2020 en Brasil, quedando en segundo lugar.
Jugó la final de clubes de Fútbol 7 2021 en Brasil, quedando campeona.
Jugó en el Club León Femenil para el torneo Apertura 2022.
Es licenciada en Criminalisticay Criminologia, especializada en Derecho Penal, con otra licenciatura en Seguridad Pública.

## Participaciones en Copas del Mundo Sub-20
| Mundial                                        | Sede  | Resultado    | Partidos | Goles |
| ---------------------------------------------- | ----- | ------------ | -------- | ----- |
| Copa Mundial Femenina de Fútbol Sub-20 de 2006 | Rusia | Primera Fase | 3        | 1     |

## Participaciones en Copa de Oro
| Copa                | Sede           | Resultado    | Partidos | Goles |
| ------------------- | -------------- | ------------ | -------- | ----- |
| Copa de Oro de 2006 | Estados Unidos | Tercer lugar | 1        | 0     |